# Nikolay Sokolov (athlétisme)
Pour les articles homonymes, voir Nikolaï Sokolov.
Nikolay Nikolayevich Sokolov (en russe : Николай Николаевич Соколов ; né le 28 août 1930 à Vassiounino et mort en 2009) est un athlète soviétique devenu russe spécialiste du 3 000 mètres steeple. Il mesure 1,71 m pour 63 kg.

## Carrière

### Palmarès
| Date | Compétition           | Lieu     | Résultat | Performance  |
| ---- | --------------------- | -------- | -------- | ------------ |
| 1960 | Jeux olympiques d'été | Rome     | 2e       | 8 min 36 s 4 |
| 1962 | Championnats d'Europe | Belgrade | 3e       | 8 min 40 s 6 |

### Records
| Épreuve              | Performance  | Lieu | Date |
| -------------------- | ------------ | ---- | ---- |
| 3 000 mètres steeple | 8 min 32 s 4 |      | 1960 |